# Lijst van demonen
Hieronder staat een alfabetische lijst van demonen. Voor veel demonen bestaan verschillende namen die voor het zoekgemak ook zijn opgenomen in deze lijst. Onder deze demonen bevinden zich ook een aantal gevallen engelen. Demonen komen in meerdere culturen terug, van de Egyptische tot aan de Joodse. Hier staan ze door elkaar.

## A
Aamon -
Aatxe -
Abaddon -
Abalam -
Abigor -
Abyzou -
Adramelech -
Agares -
Aitvaras -
Alal -
Allocer -
Allu -
Amaymon -
Amdukias -
Amduscias -
Ammit -
Amoymon -
Andhaka -
Andras -
Andrealphus -
Andromalius -
Antisepticeye -
Apophis -
Aristaqis -
Armaros -
Armen -
Asag -
Asakku -
Asb'el -
Ashtoroth -
Asmodeus -
Asura -
Asuramaru -
Ayperos -
Ayporos -
Aym -
Azazel -
Azaz'el -
Azrael -
Azpirel

## B
Balam -
Balan -
Balor -
Banshee -
Baphomet -
Baraqel -
Barbas -
Barbatos -
Basas'el -
Bathin -
Bathym -
Beal -
Beale -
Beall -
Beball -
Beëlzebub -
Befana -
Behemoth -
Belial -
Beleth -
Belphegor -
Berith -
Betryal -
Bifrons -
Bilet -
Bileth -
Bine -
Bitru -
Bofry -
Bolfri -
Bolfry -
Botis -
Buer -
Bune -
Burikutonu

## C
Caacrinolaas -
Canid -
Caassimolar -
Caim -
Camio -
Carabia -
Caym -
Cerbere -
Cerberus -
Charun -
Chax -
Cimeies -
Cimejes -
Classyalabolas -
Corson -
Crocell -
Culsu -
Curson -
Cyron

## D
Daimon -
Dantalion -
Danyul -
Darkiplier -
Decarabia -
Djinn -
Drudes -
Duivel -
Diablo -
Dusk

## E
Elathan -
Eligos -
Eresjkigal -
Ethniu -
Euryale

## F
Fene -
Fenrir -
Flavros -
Flauros -
Flodder -
Fomore -
Forneus -
Foraii -
Foras -
Forcas -
Forneus -
Forras -
Furcas -
Furfur

## G
Gader'el -
Gaki -
Gamigin -
Glassia-labolis -
Glasya-Labolas -
Goblins -
Gomory -
Gorgonen -
Gremlins -
Gremory -
Grigori -
Gualichu -
Guayota -
Gusion -
Gusoin -
Gusoyn -
Guzalu

## H
Haborym -
Haagenti -
Halphas -
Hanan'el -
Hylden -
Havres -
Hauras -
Haures -
Hiisi -
Hiiet -
Hiranyaksha -
Humbaba -
Huwawa -
Heltroz

## I
Iblis -
Imp -
Incubus -
Ipes -
Ipos -
Irene-
Indura-

## J
Jaspía -
Jikininki -
Jorta -
Jtuas

## K
Kasadya -
Kimaris -
Kludde -
Kokb'ael -
Koshchei -
Krampus

## L
Labal -
Labasu -
ladïr -
Lamar -
Lamashtu -
Lamia -
Lamiai -
Lawlita -
Legioen -
Lempo -
Leraje -
Leraie -
Leviathan -
Lilith -
Lix Tetrax -
Lucifer

## M
Malaphar -
Malephar -
Malphas -
Mammon -
Marax -
Marbas -
Marchosias -
Marthim -
Mastema -
Mathim -
Medusa -
Melchiresa / Melki-resha -
Mephistopheles -
Merihem -
Morax -
Murmur -
Mortha -
moryon
Moloch

## N
Naberius -
Naberus -
Naphula -
Neqa'el -
Nin -
Ninurta -
Näkki

## O
Oni -
Onoskelis -
Oray -
Orcus -
Orias -
Oriax -
Ornias -
Orobas -
Orobos -
Ose -
Oso -
Ossaert -
Otis

## P
Paimon -
Paimonia -
Paymon -
Pazuzu -
Perkele -
Phenex -
Pinem'e -
Piru -
Pithius -
Pitua -
Pontianak -
Procell -
Pruflas -
Pruslas -
Puloman -
Purson

## Q
Qenna -

## R
Rabisu -
Rahab -
Raiju -
Raim -
Rangda -
Raum -
Robin Goodfellow -
Ronove -
Ronwe -
Rum'el -
Rumyal -
Raoul

## S
Sabnacke -
Sabnock -
Saleos -
Sallos -
Salmac -
Samael -
Samagina -
Satan -
Savnok -
Scox -
Sear -
Seere -
Seir -
Semyaz -
Separ -
Shax -
Shedim -
Shedu -
Sidragasum -
Sipwese'el -
Sitri -
Sojobo -
Sthenno -
Stierman -
Stolas -
Stolos -
Succubus -
Surgat -
Sydonai

## T
Tannin -
Tap -
Tengu -
Thammuz -
Tikbalang (Tik-ba-lang) -
Tipua -
Tonga-Hiti -
Tuchulcha -
Tuma'el -
Tur'el

## U
Ualac -
Utukku -
Uvall -
umbres

## V
Vadatajs -
Valak -
Valefar -
Valefor -
Valu -
Vampire -
Vanth -
Vapula -
Vassago -
Velns -
Vepar -
Vephar -
Vine -
Volac -
Voso -
Voval -
Vual -
Vuall

## W
Wall

## X
Xaphan -
Xezbeth

## Y
Yasha -
Yeqon -
Yeter'el

## Z
Zagan -
Zaebos -
Zepar -
Ziminiar -
Ziz -
Zozo -
Zwarte hond